# Öckerö (tätort)
Öckerö är en bebyggelse på Öckerö i Bohuslän och centralort i Öckerö kommun och kyrkby i Öckerö socken. Bebyggelsen klassades före 2018 som en egen tätort för att från 2018 växa samman med Hönö i en gemensam tätort benämnd Hönö-Öckerö.

## Samhället
Orten har tandläkare, apotek, bank, post, systembolag, bibliotek och livsmedelsaffär. Det finns även hamn, kommunhus, ishall och skolor. Den största skolan heter Brattebergskolan. Här finns även en hembygdsgård med flera museer. 
I orten ligger två kyrkobyggnader; Öckerö gamla kyrka från medeltiden samt Öckerö nya kyrka från år 1900. 
Det finns också restaurang, kiosk, livsmedelsaffär och gästhamn. Invid Brattens färjeläge finns vårdcentral och restaurang/cafeteria med hotell och vandrarhem samt konferensmöjlighet, Nimbus.

## Kommunikationer
Med bil åker man avgiftsfri vägfärja, Hönöleden. Det går buss i Västtrafiks regi från centrala Göteborg till Öckerö, huvudsakligen linje 290 (hela vägen) och kompletterande bussar till färjeläget på Hisingen (Röd Express).

## Befolkningsutveckling
| Befolkningsutvecklingen i Öckerö 1960–2015 | Befolkningsutvecklingen i Öckerö 1960–2015 | Befolkningsutvecklingen i Öckerö 1960–2015 | Befolkningsutvecklingen i Öckerö 1960–2015 | Befolkningsutvecklingen i Öckerö 1960–2015 |
| ------------------------------------------ | ------------------------------------------ | ------------------------------------------ | ------------------------------------------ | ------------------------------------------ |
|                                            |                                            |                                            |                                            |                                            |
| År                                         |                                            |                                            | Folkmängd                                  | Areal (ha)                                 |
| 1960                                       | 1960                                       |                                            | 1 652                                      |                                            |
| 1965                                       | 1965                                       |                                            | 1 937                                      |                                            |
| 1970                                       | 1970                                       |                                            | 2 262                                      |                                            |
| 1975                                       | 1975                                       |                                            | 2 565                                      |                                            |
| 1980                                       | 1980                                       |                                            | 2 700                                      |                                            |
| 1990                                       | 1990                                       |                                            | 2 913                                      | 232                                        |
| 1995                                       | 1995                                       |                                            | 3 136                                      | 239                                        |
| 2000                                       | 2000                                       |                                            | 3 190                                      | 239                                        |
| 2005                                       | 2005                                       |                                            | 3 269                                      | 239                                        |
| 2010                                       | 2010                                       |                                            | 3 488                                      | 242                                        |
| 2015                                       | 2015                                       |                                            | 3 568                                      | 262                                        |
| Anm.: Växte 2018 samman med Hönö           |                                            |                                            |                                            |                                            |

## Litterära skildringar av Öckerö
Öckerö loge förekommer i Balladen om herr Fredrik Åkare och den söta fröken Cecilia Lind av Cornelis Vreeswijk som det dansställe där Fredrik Åkare uppvaktar den sextonåriga fröken Cecilia Lind. Det finns dock ingen loge på Öckerö.

## Kända personer från Öckerö
- Victor Backman, ishockeyspelare
- Roland Utbult, sångare, kompositör och riksdagsledamot
- Johan Wanloo, serietecknare, författare, kåsör

## Bildgalleri

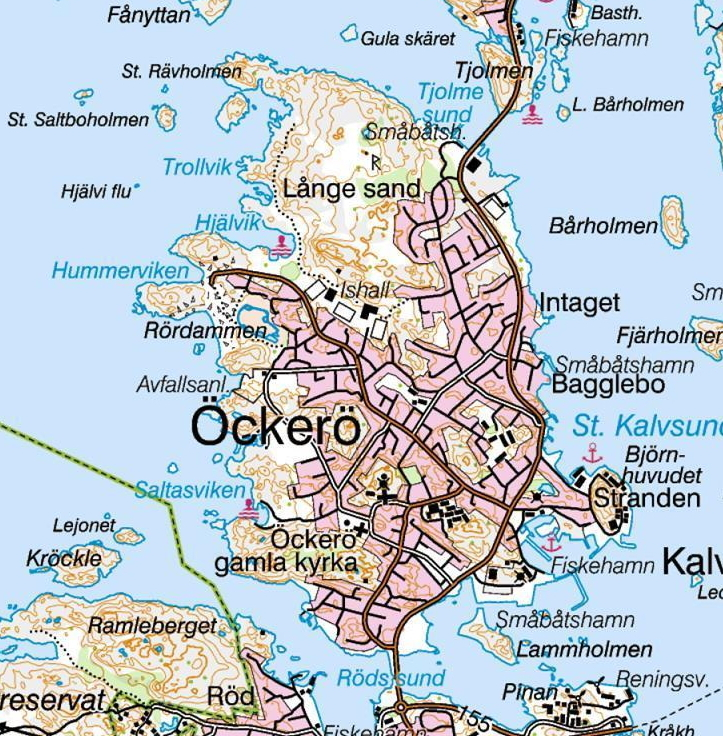
Karta över ön och tätorten Öckerö.
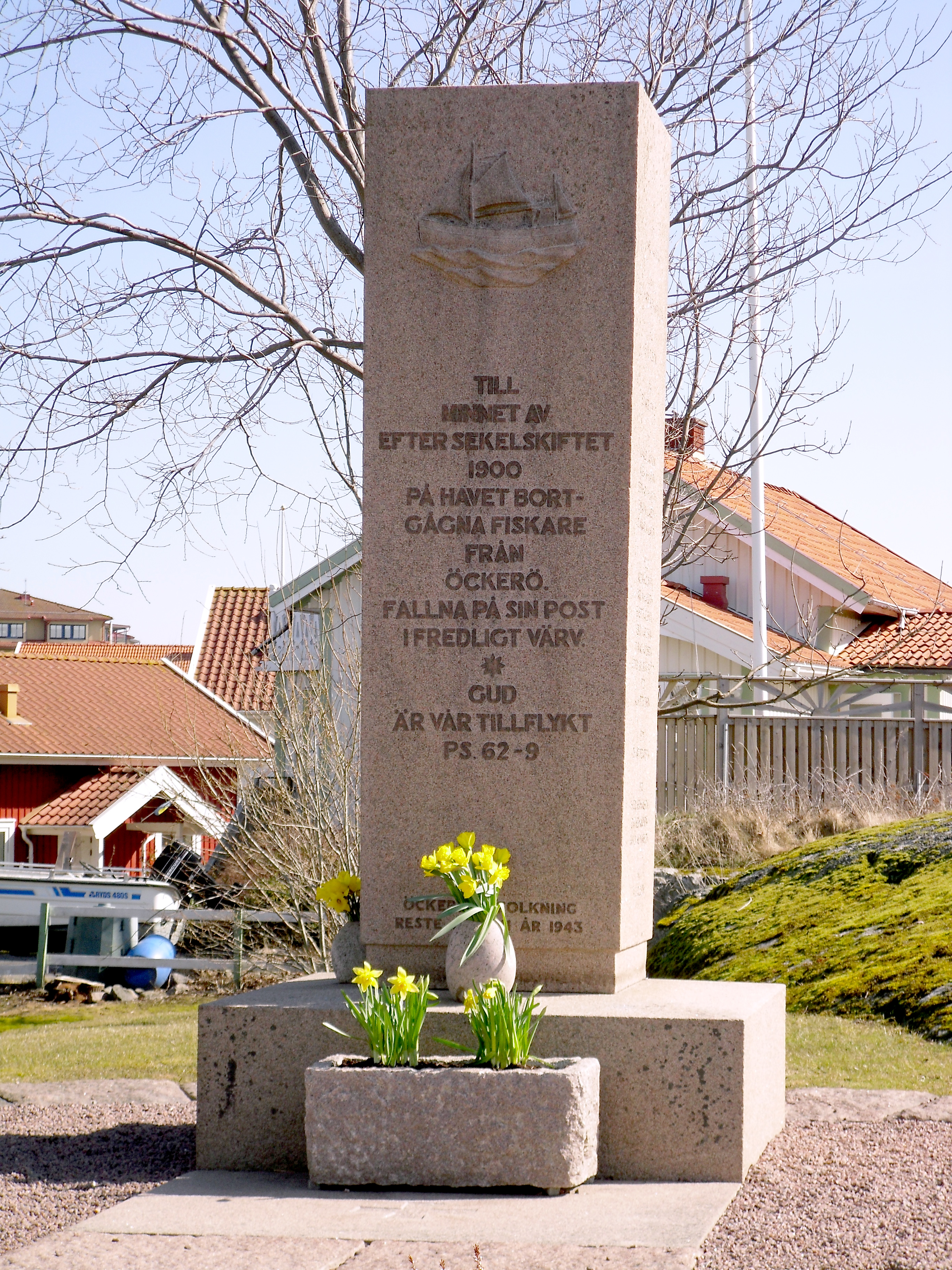
Minnessten mellan de två kyrkorna.